# Лелантская равнина
Лелантская равнина (греч. Ληλάντιο πεδίο) — широкая равнина, расположенная в центральной части острова Эвбея (Греция). Своё название получила от реки Лелант (др.-греч. Λήλαντος, греч. Λίλας), которая и образовала эту долину. Но античные авторы связывали её название с именем мифического царя Лелантоса.
В древности была известна как плодородными грунтами, так и залежами металлов — меди и железа. Около 720 года до н. э. спор между соседними городами-государствами Халкидой и Эретрией, касающийся прав на владения Лелантской равниной привёл к войне, в которую были втянуты ведущие государства тогдашней Греции. В конце концов равнина отошла к территории Халкиды и была разделена между представителями местной знати.
В 506 году до н. э. во время войны жителей Халкиды, спартанцев и беотийцев против Афин, Лелантскую равнину захватили афиняне.
Во времена средневековья местность была известной под названием Лиланто (итал. Lilanto) и считалась житницей Эвбеи — «глазом и садом» Сеньории Негропонте, хотя местные жители и жаловались на упадок ирригационной системы, без которой ведение хозяйства в того времени условиях было невозможным.